# Suối Chết
Suối Chết là một con suối đổ ra Suối Gia Huỳnh. Suối có chiều dài 26 km và diện tích lưu vực là 131 km². Suối Chết chảy qua các tỉnh Đồng Nai, Bình Thuận.